# Rellotge atòmic

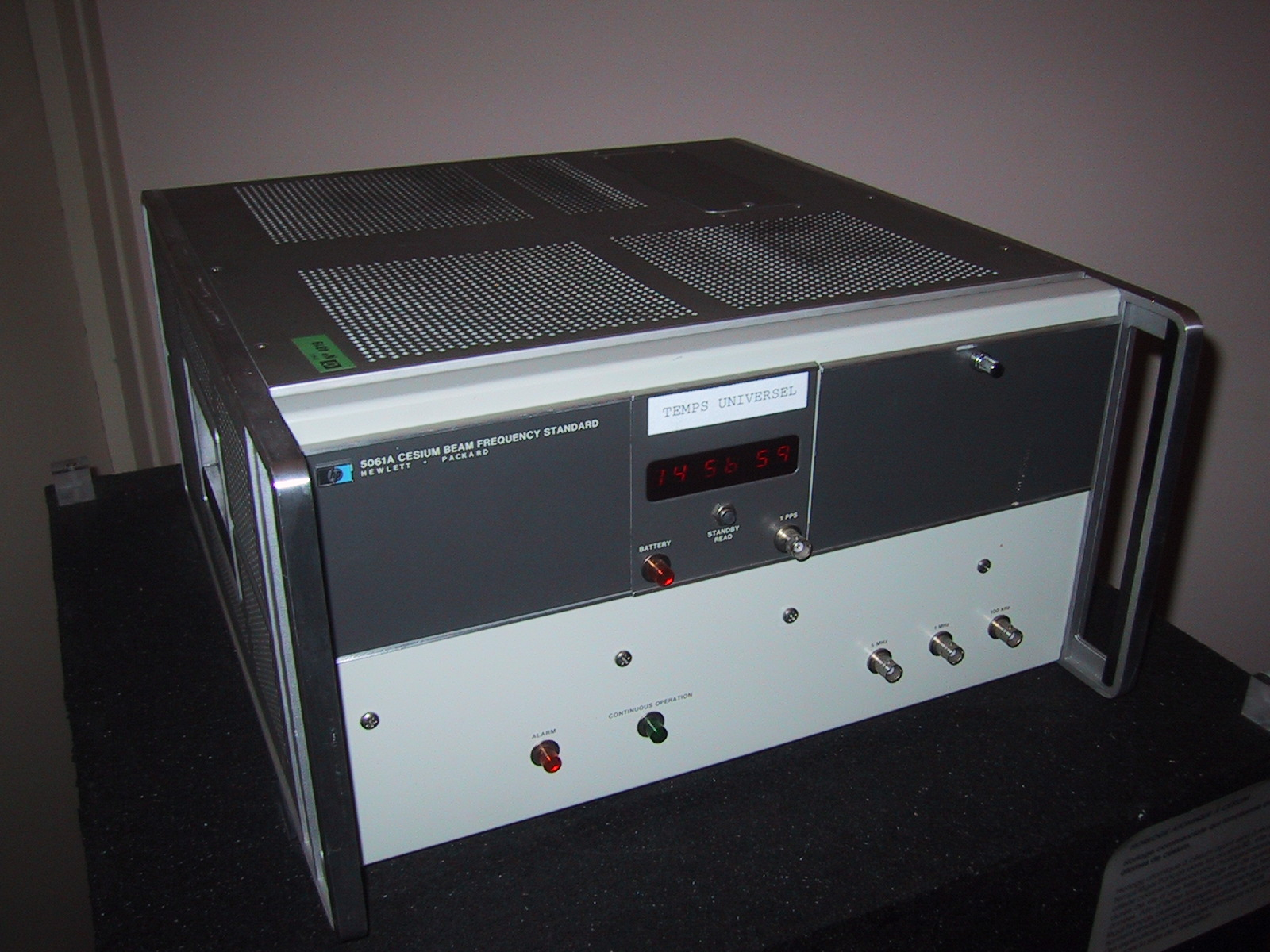
Rellotge atòmic comercial de cesi, utilitzat per donar el temps legal a França els anys 80, i com a referència per al rellotge parlant, exposat a l'observatori de París.

S'anomena rellotge atòmic a aquell rellotge que es basa en la freqüència d'una vibració atòmica.
El primer rellotge atòmic es va construir el 1949 per l'Oficina Nacional de Normalització dels Estats Units (NIST) aplicant una característica observada en l'estudi de les ressonàncies magnètiques moleculars i atòmiques, que van resultar ser extremadament regulars. En aquest prototip es va utilitzar l'amoníac, però no es va obtenir una precisió gaire superior a la dels rellotges de quars.

## Història
Lord Kelvin va suggerir per primera vegada en 1879 la idea d'utilitzar la vibració atòmica per mesurar el temps.
El mètode pràctic per realitzar-ho es va convertir en la ressonància magnètica, desenvolupada en el decenni de 1930 per Isidor Isaac Rabi. El primer rellotge atòmic va ser un dispositiu de màser d'amoníac fabricat en 1949 a l'Oficina Nacional de Normes dels EUA NBS, ara NIST). Era menys exacte que els rellotges de quars existents, però va servir per demostrar el concepte. El primer rellotge atòmic exacte va ser un estàndard de cesi sobre la base d'una certa transició de l'àtom de 133Cs, fabricat per Louis Essen en 1955 en el Laboratori Nacional de Física (Regne Unit). El calibratge del rellotge atòmic estàndard de cesi es va efectuar mitjançant l'escala cronològica astronòmica temps d'efemèrides (ET).
Això va conduir a la més recent definició de segon acordada internacionalment, pel Sistema Internacional d'Unitats (SI), basada en temps atòmic. S'ha verificat que la igualtat del segon ET amb la del segon SI (rellotge atòmic) és d'una precisió d'una part per 10¹⁰. El segon SI hereta així l'efecte de les decisions dels dissenyadors originals de l'escala cronològica ET: temps d'efemèrides, la determinació de la durada del segon ET.
El maig de 2009, el rellotge atòmic òptic d'estronci JILA (sigles de Joint Institute for Laboratory Astrophysics) va ser nomenat el rellotge més exacte del món sobre la base d'àtoms neutres. Un lluminós làser blau en els àtoms d'estronci ultrafreds en un parany òptic que prova sobre l'eficàcia d'una explosió prèvia de llum d'un làser de color vermell ha impulsat els àtoms a un estat excitat. Només els àtoms que romanen en l'estat de menor energia responen al làser blau i provoquen la fluorescència que s'expressa aquí.
Des del començament del desenvolupament en el decenni de 1950, els rellotges atòmics s'han fet sobre la base hiperfina (microones) de les transicions en 1H (hidrogen 1), 133Cs i 87Rb (rubidi 87). El primer rellotge atòmic comercial va ser l'Atomichron fabricat per la National Company. Es van vendre més de 50, entre 1956 i 1960. A aquesta màquina, voluminosa i cara, posteriorment la van substituir dispositius molt més petits, de muntatge en rack, com el model 5060 de Hewlett-Packard estàndard, de freqüència de cesi, llançat en 1964.
A finals del decenni de 1990, quatre factors han contribuït a importants avanços en aquest tipus de rellotges:
- Refredament làser i atrapat d'àtoms.
- Cavitats d'alta finor de Fabry-Pérot per a línies làser estretes.
- Espectroscòpia làser de precisió.
- Un convenient recompte de freqüències òptiques utilitzant pintes òptiques.

L'agost de 2004, científics del NIST van demostrar un rellotge atòmic de xips. Segons els investigadors, la grandària del rellotge seria de la centèsima part de qualsevol altre. També es va proclamar que requeria només 75 mil·liwatts (mW), la qual cosa és idoni per a aplicacions sustentades en energia a força de piles. Aquesta tecnologia està disponible comercialment des de 2011.
El març de 2008, físics del NIST van demostrar un rellotge basat en lògica quàntica sobre mercuri i sobre ions individuals d'alumini. Aquests dos rellotges són els més exactes que s'han construït fins avui en dia. No s'endarrereixen, ni s'avancen, a una velocitat que excedeixi en més d'un segon en mil milions d'anys.

### Desenvolupaments recents

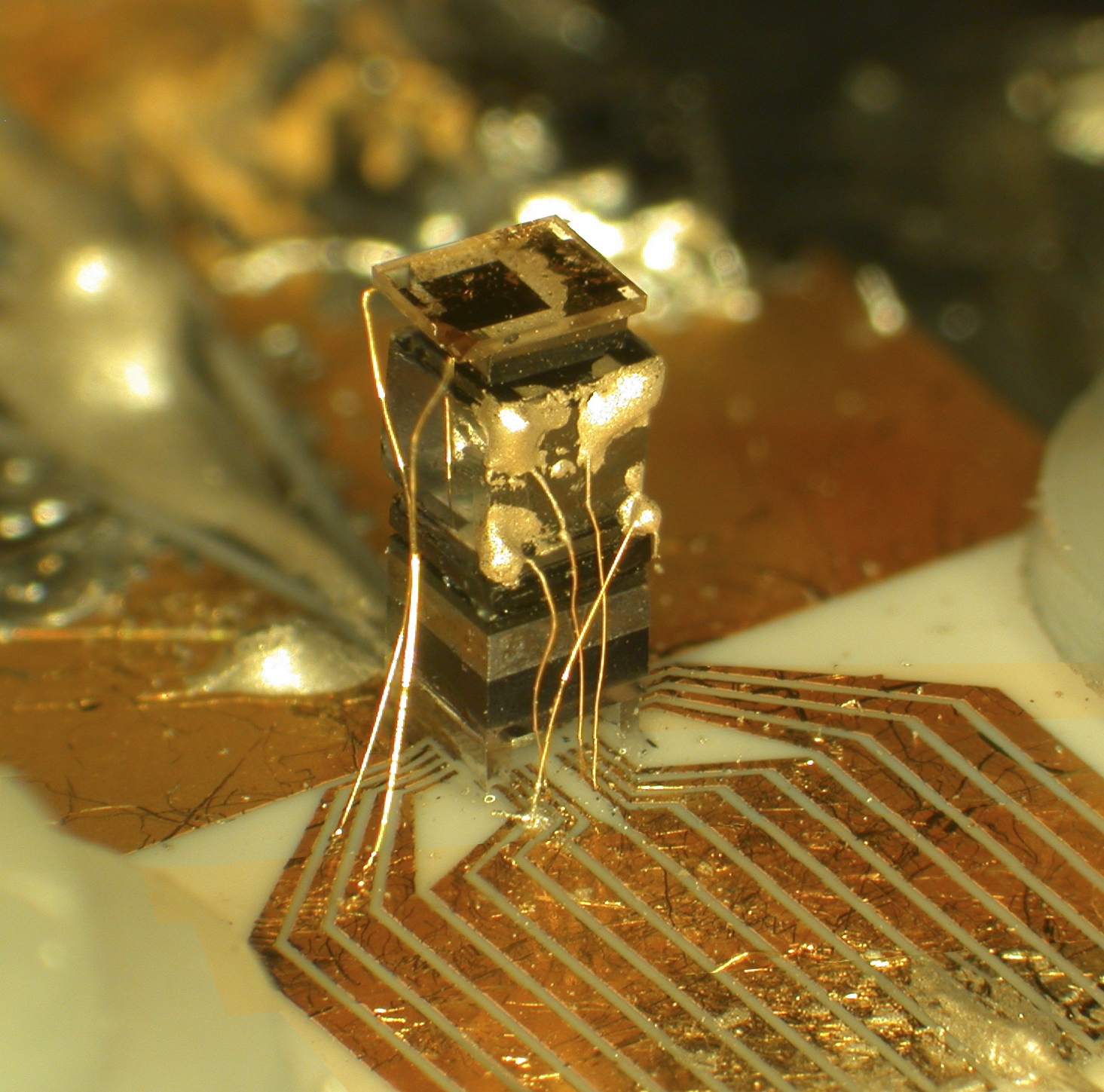
Un rellotge atòmic implementat en un circuit integrat desenvolupat pel NIST.

Malgrat això, els físics continuen experimentant noves variacions amb màsers, de: a) hidrogen (Townes); b) bombament òptic de rubidi (Kasler); c) els recentment proposats de mercuri, que permetrien aconseguir major precisió. També es millora constantment la precisió en els de cesi amb làsers per refredar els àtoms, i l'obtinguda en l'últim rellotge del NIST, el NIST-F1, iniciat en 1999, que és de l'ordre d'un segon en vint milions d'anys.
A l'agost de 2004, científics del NIST van fer la primera demostració d'un rellotge atòmic de la grandària d'un circuit integrat. Això representa un rellotge cent vegades menor que qualsevol altre fabricat fins avui en dia, el consum de la qual és de només 0,079 watts.

## Funcionament del rellotge atòmic
El rellotge mecànic depèn del pèndol per funcionar, mentre que l'atòmic treballa amb la freqüència de transicions hiperfines en els àtoms.
A l'extrem del rellotge de cesi hi ha un forn amb una placa de cesi en què s'evaporen els ions d'aquest metall. Els ions es presenten en dos estats, que depenen de l'spin de l'últim electró de cesi. Aquests estats presenten una freqüència energètica de 9.192.631.770 Hz i en cada estat diferent els ions d'aquest metall tenen propietats magnètiques diferents. Després de l'evaporació s'utilitza un imant per separar els ions i descartar-ne els de més energia. Els ions amb menys energia van a parar a la càmera.
Un radioemissor de microones omple la cavitat de la càmera de manera uniforme amb ones radioelèctriques. Quan la freqüència de l'ona radiada s'acobla amb la freqüència de la transició hiperfins del cesi, els ions de cesi absorbeixen la radiació i emeten llum. Una cèl·lula fotoelèctrica captura el moment exacte de l'emissió; aquesta cèl·lula té associada una instrumentació electrònica que el connecta amb el radioemissor i que n'ajusta la freqüència.
Finalment, connectat a aquesta electrònica, hi ha un comptador que porta el registre de vegades que el radiotransmissor ha emès una ona en la freqüència del cesi i un ordinador fa els càlculs restants fins a convertir-los en un format llegible o en una radiotransmissió d'un pols en l'espectre radioelèctric que escolten els aparells receptors. Per descomptat, el veritable rellotge és el comptador.
Per realitzar la mesura a través d'aquestes partícules és necessari crear un camp electromagnètic que no existeix de manera natural en l'Univers. El procés es duu a terme dins d'una trampa magneto-òptica, una esfera de la mida d'un meló en la qual s'injecten àtoms de cesi i es propaguen, tancats en un camp magnètic, sis raigs de llum làser.
De la mateixa manera que una persona disminueix el seu pas davant d'una ràfega de vent, els àtoms redueixen la seva velocitat en ser bombardejats pels làsers emesos en totes direccions. Amb aquest mètode els àtoms poden reduir la seva velocitat fins a fer-la 10 mil vegades més lenta del normal. Quan els àtoms i els làsers xoquen, es forma un núvol d'àtoms molt lents o ultrafreds.
El sistema electrònic del rellotge marca un segon quan han passat 9.192.631.770 períodes d'oscil·lació del camp elèctric.
En aquest tipus de rellotge, els àtoms de cesi emeten fotons semblants a una ona, que oscil·len com el pèndol d'un rellotge antic. Quan ha oscil·lat 9.192.631.770 vegades es considera, per decret de la Tretzena Conferència General de Pesos i Mesures de 1967, que ha transcorregut un segon atòmic.

## Rellotge atòmic d'alumini
Físics del National Institute of Standards and Technology (NIST) han construït una versió millorada del rellotge atòmic experimental basat en un únic àtom d'alumini, que a febrer de 2009 és el rellotge més precís, atès que no guanya ni perd un segon en 3,7 mil milions d'anys.
Com que la definició internacional de segon està basada en l'àtom de cesi, el cesi roman el regulador del pas de temps oficial i, per tant, cap rellotge pot ser més acurat que el de cesi.

## Precisió

Precisió històrica dels rellotges atòmics del NIST

La precisió dels rellotges atòmics ha millorat contínuament des del primer prototip a la dècada de 1950. La primera generació de rellotges atòmics es basava en la mesura dels àtoms de cesi, rubidi i hidrogen. En un període de 1959 a 1998, el NIST va desenvolupar una sèrie de set rellotges de microones de cesi-133 anomenats NBS-1 a NBS-6 i NIST-7 després que l'agència canviés de nom. El primer rellotge tenia una precisió de 10−11, i l'últim rellotge tenia una precisió de 10−15. Els rellotges van ser els primers a utilitzar una font de cesi, que va ser introduïda per Jerrod Zacharias, i el refredament làser dels àtoms, que va ser demostrat per Dave Wineland i els seus col·legues el 1978.
El següent pas en els avenços del rellotge atòmic consisteix a passar de precisions de 10−15 a precisions de 10−18 i fins i tot 10−19. L'objectiu és redefinir el segon quan els rellotges es tornen tan precisos que no perdran ni guanyaran més d'un segon en l'era de l'univers. Per fer-ho, els científics han de demostrar la precisió dels rellotges que usen estronci i iterbi i la tecnologia de la retícula òptica.
L'objectiu d'un rellotge atòmic amb una precisió de 10−16 es va arribar per primera vegada amb el rellotge basat en font de cesi NPL-CsF2 del National Physical Laboratory del Regne Unit i el NIST-F2 dels Estats Units. L'augment de la precisió de NIST-F1 a NIST-F2 es deu als avenços en la tecnologia de refrigeració del nitrogen líquid per als àtoms.
Se sol avaluar el rendiment dels estàndards de freqüència primària i secundària que contribueixen al temps atòmic internacional (TAI). Els informes d'avaluació dels rellotges individuals (principalment primaris) són publicats en línia per l'Oficina Internacional de Pesos i Mesures (BIPM per les seves sigles en anglès).